# Djénèba Daou
Pour les articles homonymes, voir Daou.
Djénèba Daou est une femme politique malienne.

## Biographie
Djénèba Daou est élue députée à l'Assemblée nationale aux élections législatives maliennes de 2020 dans le cercle de San. L'Assemblée nationale est dissoute le 19 août 2020 après un coup d'État.